# Senior League World Series 2011
Die Senior League World Series 2011 war die 51. Austragung der Senior League Baseball World Series, einem internationalen Baseballturnier für Knaben zwischen 13 und 16 Jahren. Gespielt wurde in Bangor, Maine.

## Teilnehmer
Die zehn Mannschaften bildeten eine Gruppe aus sechs Mannschaften aus den Vereinigten Staaten und eine Gruppe aus vier internationalen Mannschaften.
| Vereinigte Staaten                 | International                                                                   |
| ---------------------------------- | ------------------------------------------------------------------------------- |
| Brewer, Maine Gastgeber            | Batangas City, Philippinen Region Asien-Pazifik                                 |
| Talbot County, Maryland Region Ost | Friuli Venezia Giulia, Italien Region Europa, Mittlerer Osten und Afrika (EMEA) |
| Palm Bay, Florida Region Südost    | Montreal, Québec Region Kanada                                                  |
| Tyler, Texas Region Südwest        | San Nicolas, Aruba Region Lateinamerika                                         |
| Hilo, Hawaii Region West           |                                                                                 |
| Midland, Michigan Region Zentral   |                                                                                 |

## Ergebnisse
Die Teams wurden in zwei Gruppen eingeteilt. Jeder spielte gegen Jeden in seiner Gruppe, die beiden Ersten spielten gegeneinander den Finalplatz aus.

### Vorrunde

#### Gruppe A
| Platz | Region    | W | L | %     |
| ----- | --------- | - | - | ----- |
| 1.    | Südwest   | 4 | 0 | 1.000 |
| 2.    | EMEA      | 3 | 1 | 0.750 |
| 3.    | Ost       | 2 | 2 | 0.500 |
| 4.    | Gastgeber | 1 | 3 | 0.250 |
| 5.    | Kanada    | 0 | 4 | 0.000 |

| Datum       | Zeit  | Stadion           | Begegnung | Begegnung | Begegnung | Ergebnis |
| ----------- | ----- | ----------------- | --------- | --------- | --------- | -------- |
| 14. August  | 12:00 | Mansfield Stadium | Kanada    | –         | Gastgeber | 2:7      |
| 14. August  | 17:30 | Mansfield Stadium | Südwest   | –         | EMEA      | 11:2     |
| 15. August  | 13:00 | Mansfield Stadium | Ost       | –         | Kanada    | 15:2     |
| 15. August  | 17:00 | Mansfield Stadium | Gastgeber | –         | EMEA      | 6:7      |
| 16. August  | 10:00 | Mansfield Stadium | Südwest   | –         | Ost       | 8:6      |
| 17. August  | 17:00 | Mansfield Stadium | Ost       | –         | Gastgeber | 7:4      |
| 17. August  | 20:00 | Mansfield Stadium | Kanada    | –         | Südwest   | 4:5      |
| 18. August* | 09:00 | Mansfield Stadium | EMEA      | –         | Kanada    | 13:7     |
| 18. August  | 17:00 | Mansfield Stadium | Gastgeber | –         | Südwest   | 0:10     |
| 18. August  | 20:00 | Mansfield Stadium | EMEA      | –         | Ost       | 9:8      |

* Spiel wegen Regend vom 16. auf den 18. August verschoben.

#### Gruppe B
| Platz | Region        | W | L | %     |
| ----- | ------------- | - | - | ----- |
| 1.    | West          | 4 | 0 | 1.000 |
| 2.    | Lateinamerika | 3 | 1 | 0.750 |
| 3.    | Zentral       | 2 | 2 | 0.500 |
| 4.    | Südost        | 1 | 3 | 0.250 |
| 5.    | Asien-Pazifik | 0 | 4 | 0.000 |

| Datum       | Zeit  | Stadion           | Begegnung     | Begegnung | Begegnung     | Ergebnis |
| ----------- | ----- | ----------------- | ------------- | --------- | ------------- | -------- |
| 14. August  | 14:30 | Mansfield Stadium | Südost        | –         | West          | 7:10     |
| 14. August  | 20:00 | Mansfield Stadium | Lateinamerika | –         | Asien-Pazifik | 9:2      |
| 15. August  | 10:00 | Mansfield Stadium | Zentral       | –         | Südost        | 7:5      |
| 15. August  | 20:00 | Mansfield Stadium | West          | –         | Lateinamerika | 4:3      |
| 16. August  | 20:00 | Mansfield Stadium | Lateinamerika | –         | Zentral       | 5:1      |
| 17. August* | 09:00 | Mansfield Stadium | Asien-Pazifik | –         | West          | 0:10     |
| 17. August  | 10:00 | Mansfield Stadium | Südost        | –         | Lateinamerika | 2:6      |
| 17. August  | 13:00 | Mansfield Stadium | Zentral       | –         | Asien-Pazifik | 10:4     |
| 18. August  | 10:00 | Mansfield Stadium | West          | –         | Zentral       | 7:1      |
| 18. August  | 13:00 | Mansfield Stadium | Asien-Pazifik | –         | Südost        | 7:15     |

* Spiel wegen Regend vom 16. auf den 17. August verschoben.

### Finalrunde
|  | Halbfinale       | Halbfinale |            |         | Weltmeisterschaft | Weltmeisterschaft |
|  |                  |            |            |         |                   |                   |
|  | 19. August       |            |            |         |                   |                   |
|  | B2 Lateinamerika | 5          |            |         |                   |                   |
|  | A1 Südwest       | 10         |            |         | 20. August        | 20. August        |
|  |                  |            | A1 Südwest | 1       |                   |                   |
|  | 19. August       | 19. August |            | B1 West | 11                |                   |
|  | A2 EMEA          | 0          |            |         |                   |                   |
|  | B1 West          | 10         |            |         |                   |                   |
|  |                  |            |            |         |                   |                   |

## Weblink
- Offizielle Webseite der Senior League World Series